# ملعب مدينة ميروسلاف فالينتا لكرة القدم
ملعب مدينة ميروسلاف فالينتا لكرة القدم هو ملعب متعدد الاستخدام يقع في مدينة أوهيرسكي هراديشتي التشيكية . غالبا ما يتم استخدامه لمباريات كرة القدم . يسع الملعب لجلوس 8،121 متفرج . يعتبر الملعب الرسمي الذي يخوض فيه نادي سلوفاكو مبارياته .